# 巴爾貝拉球場
巴爾貝拉球場是一座位於意大利西西里島首府巴勒莫的多用途體育場。巴爾貝拉球場是巴勒莫足球俱樂部的主場球場。體育場於1932年1月24日開始啟用，其的首場比賽時巴勒莫對亞特蘭大的比賽，巴勒莫以5-1取勝。巴爾貝拉球場也是1990年世界盃的舉辦場地之一。2002年，球場改為現名。